# Lárcio Hermínio Coritinesano
Lárcio Hermínio Aquilino Coritinesano (em latim:  Lars Herminius Aquilinus Coritinesanus) foi um político da gente Hermínia nos primeiros anos da República Romana eleito cônsul em 448 a.C. com Tito Vergínio Tricosto Celimontano.

## Consulado
O ano consular dos dois foi relativamente pacífico pois nenhum dos dois tomou partido no conflito entre patrícios e plebeus.

## Etimologia
A filiação de Lárcio indica que seu pai se chamava Tito e ele pode ter sido filho (ou neto) de Tito Hermínio, um dos heróis da República, famoso por sua valentia na Ponte Sublício em 508 a.C. e que foi morto na Batalha do Lago Régilo.
Seu prenome é diferente nas várias fontes. O historiador Lívio chama-o de Espúrio (em latim: "Spurius") enquanto Cassiodoro chama-o de Lúcio ("Lucius"). Diodoro Sículo relata "Λαρινος" e Dionísio de Halicarnasso, "Λαρος", ambos de acordo com o tratado "De Praenominibus", de autoria incerta (geralmente atribuído a Valério Máximo), que, porém, apresenta uma forma pouco usual, "Lar". "Lars" é um prenome etrusco bastante comum, que, aparentemente, significava "senhor". "Lars" é a forma usual em latim, que é transposta como Lárcio em português. Algumas fontes citam ainda o cognome "Coritinesanus".